# Muarareja
Muarareja is een bestuurslaag in het regentschap Tegal van de provincie Midden-Java, Indonesië. Muarareja telt 6119 inwoners (volkstelling 2010).